# Edinburgh International Festival
L'Edinburgh International Festival è un festival artistico che si svolge tutti gli anni ad Edimburgo nelle ultime tre settimane di agosto e al quale partecipano personalità di spicco del mondo internazionale della musica (in particolare della musica classica) e delle arti dello spettacolo. Vengono inoltre ospitate mostre di arti visive, conferenze e laboratori, oltre a spettacoli di opera, prosa, musica classica e balletto.

## Storia
La prima edizione del International Festival venne organizzata nel 1947, dopo la fine della Seconda guerra mondiale con l'intento di «risollevare lo spirito a scozzesi, britannici e europei» dopo le tragedie della guerra. I fondatori della manifestazione furono un gruppo di impresari teatrali di altre manifestazioni del genere come il Glyndebourne Opera Festival e il direttore del British Council.
Da allora il Festival è andato assumendo sempre maggior fama e si è svolto tutti gli anni.

## Il Festival ai nostri giorni
Dal 1999, la direzione dell'International Festival è ubicata in un edificio a poche centinaia di metri dal Castello di Edimburgo già sede della Church of Scotland. Situato nel punto più elevato della città, la sua architettura gotica è visibile da ogni punto della città. The Hub è la prima sede permanente dell'Edinburg International Festival. La sola struttura riceve cinquantamila visite annue essendo sede di diverse attività educative collaterali al festival.
Il festival, in qualità di organizzazione non a scopo di lucro, ha il solo obiettivo della copertura dei costi che avviene grazie alla vendita dei biglietti, che avviene con largo anticipo sulle rappresentazioni, alle sponsorizzazioni e al merchandise, oltre a donazioni varie e finanziamenti pubblici di amministrazioni locali e centrali.
Il festival durante l'anno ha un programma di incontri di formazione rivolti a un pubblico di varie fasce d'età.
L'edizione del 2020 è stata la prima nella storia ad esser stata cancellata a causa della pandemia di COVID-19.

## I luoghi del festival
I principali teatri in cui avvengono le rappresentazioni degli spettacoli sono:
- Usher Hall (capacità di 2.300 spettatori)
- Edinburgh Festival Theatre (1.800) usato principalmente per le opere liriche
- The Edinburgh Playhouse (2.900)
- The King's Theatre (1.300)
- Royal Lyceum Theatre (650)
- The Queen's Hall (920)
- The Hub (420), sede ufficiale dell'Edinburg International Festival, costruzione in stile gotico.

## Altri Festival ad Edimburgo
Nel periodo di svolgimento dell'International Festival, nella città di Edimburgo hanno luogo un'altra decina di manifestazioni nell'ambito del Festival di Edimburgo.